# Soleils noirs
Pour les articles homonymes, voir Soleil noir.
Pour plus de détails, voir Fiche technique et Distribution.
Soleils noirs est un film documentaire québécois réalisé par Julien Élie, sorti en 2018, qui a notamment remporté le Prix Yolande-et-Pierre-Perrault du meilleur long métrage documentaire aux Rendez-vous Québec Cinéma en 2020.

## Synopsis
Tourné en noir et blanc, avec une esthétique puisant tour à tour chez Luis Buñuel et Manuel Álvarez Bravo, Soleils noirs brosse le portrait d'un Mexique gangrené par la violence depuis les années 1960. Le film non-linéaire est divisé en six chapitres consacrés aux femmes, aux enfants, aux journalistes, aux défenseurs des droits humains, aux prêtres et aux immigrants dont les récits prennent place à Ciudad Juárez, à Ecatepec, à Mexico, à Veracruz, à Tamaulipas et à Guerrero,,. Il met en images le temps et l'énergie investis par les familles pour lutter contre la disparition des leurs, soit les journées passées à coller les avis de recherche des disparus, les déplacements en bus vers les lieux de distribution des affiches ou vers les cimetières clandestins qui reçoivent les restes humains,. En soulignant la proximité des lieux de la vie quotidienne des Mexicains avec ceux des disparitions de femmes ou de dépôts de cadavres, Soleils noirs atteste la présence visible de la violence et de son administration par un État complice qui cible au grand jour les groupes vulnérables et leurs défenseurs.

## Fiche technique
- Titre original : Soleils noirs
- Titre anglais ou international : Dark suns
- Réalisation et scénario :  Julien Élie, d'après Des os dans le désert de Sergio González Rodríguez[9]
- Musique originale : Mimi Allard
- Images : Ernesto Pardo, François Messier-Rheault[10]
- Son : Daniel Capeille, Gabriel Villegas, Bernard Gariépy Strobl[1]
- Montage image : Aube Foglia
- Production : Julien Élie
  - Directrice de production : Amaia Aldamiz
  - Producteur délégué : Richard Brouillette
- Société de production : Cinéma Belmopán, División Del Norte[11]
- Distribution : FunFilm (Québec)
- Pays d'origine :  Canada ( Québec)
- Langue originale : espagnol, français, anglais
- Format : noir et blanc — 4K
- Genre : documentaire
- Durée : 154 minutes
- Dates de sortie :
  - Canada : 10 novembre 2018[12]
  - Canada : 6 septembre 2019[13]
  - France : 10 juillet 2019

## Analyse
Si le cinéaste documentariste Julien Élie s’inspire de l’essai Des os dans le désert (2002), du journaliste Sergio González Rodríguez (en), sa démarche vise avant tout à documenter la peur. Pour déconstruire le système étatique qui contrôle cette peur, lors d'un séjour au Mexique en 2017, il récolte une série de témoignages de familles de personnes enlevées ou assassinées, d'associations qui recherchent les personnes disparues, de journaliste et d'avocats. Ces témoignages vont des féminicides de Ciudad Juárez aux enlèvements d'Iguala, en passant par Ecatepec de Morelos, désormais réputée comme la municipalité la plus dangereuse pour les femmes d'Amérique latine. À ces témoignages filmés, Julien Élie ajoute des images d'archives, que le noir et blanc fusionne visuellement et temporellement à celles du film monochrome. Elles contribuent à faire état de la portée historique des moyens mis en place au Mexique pour établir la violence et en bénéficier, comme la guerre de la drogue ou les politiques d'immigration,. En résulte un film hybride, à la fois cinématographique et journalistique, dénonçant une violence endémique où les assassins changent tandis que les victimes restent les mêmes.

## Distinctions

### Récompenses
- Rencontres Internationales du Documentaire de Montréal (RIDM) 2018 : Grand prix de la « Compétition Nationale Longs Métrages »[18]
- CPH:DOX, Danemark, 2019 : FACT:AWARD[19]
- DOXA Festival du film documentaire, Canada, 2019 : Mention honorable du Prix Colin Low pour un documentaire canadien[20]
- BAFICI, Argentine 2019 : Meilleur film de la compétition officielle pour les droits humains[21]
- Festival Cinematográfico Internacional del Uruguay 2019 : Meilleur film de la compétition pour les droits humains[22]
- Millenium Docs Against Gravity 2019 : Mention spéciale du jury Amnesty International Polska[23]
- Nashville Film Festival, États-Unis, 2020 : Grand prix du jury pour un documentaire[24]
- Festival du film de Hambourg, Allemagne, 2020 : Prix Sichtwechsel[25]
- FICUNAM, Mexique, 2020 : Prix du public et Mention spéciale pour la direction [26]
- Les Rendez-vous Québec Cinéma 2020 : Prix Yolande-et-Pierre-Perrault du meilleur premier ou deuxième long métrage documentaire[3]

### Nominations et sélections
- Festival international du film documentaire de Barcelone 2019 (Docs Barcelona) : Sélection officielle « Panorama »[27]
- Festival international du film documentaire de Tel Aviv 2019 (Docaviv) : Sélection « Compétition Internationale »[28]
- Festival International du Documentaire de Lasalle 2019 ( DOC-Cévennes) : Sélection officielle[29]
- Festival International de Cinéma de Marseille (FIDMarseille) 2019 : 
  - Compétition « GNCR »
  - Sélection officielle «  Écrans parallèles - Histoire(s) de portrait »[30]
- Les Rencontres du cinéma documentaire de Montreuil (Périphérie) 2019 : Sélection « Étonnants portraits »[31]
- Cinema for Peace 2020 : En nomination dans la catégorie Meilleur documentaire
- Prix Iris 2020 : En nomination dans les catégories Meilleur film documentaire, Meilleure direction de la photographie - film documentaire et Meilleur montage - film documentaire[32]